# Калібрування камери
Калібрування камери це процес визначення параметрів моделі камери з точковою діафрагмою, які описують камеру що виконує дану фотографію або відео. Зазвичай, параметри камери представляються у вигляді матриці 3 × 4, яка називається матрицею камери.
Під терміном калібрування камери також може матися на увазі фотометричне калібрування камери.

## Параметри моделі камери
Для задання положення двовимірної точки відповідно до координат пікселя, зазвичай, використовують трійку чисел {\displaystyle [u\,v\,1]^{T}}. {\displaystyle [x_{w}\,y_{w}\,z_{w}\,1]^{T}} використовується для представлення позиції точки в тривимірних координатах. Вони задаються у розширеній нотації однорідних координат, що є найбільш поширеним способом позначення в робототехніці при перетворенні твердих тіл.
Відповідно до моделі камери з точковою діафрагмою, для вираження проективного перетворення із світових координат в координати пікселів напряму використовується матриця камери.
{\displaystyle z_{c}{\begin{bmatrix}u\\v\\1\end{bmatrix}}=A{\begin{bmatrix}R&T\\0&1\end{bmatrix}}{\begin{bmatrix}x_{w}\\y_{w}\\z_{w}\\1\end{bmatrix}}}

### Внутрішні параметри
{\displaystyle A={\begin{bmatrix}\alpha _{x}&\gamma &u_{0}\\0&\alpha _{y}&v_{0}\\0&0&1\end{bmatrix}}}
Матриця внутрішніх параметрів містить 5 значень. Ці параметри задають фокусну відстань, розмір сенсору зображення, і принципову точку.  
Параметри {\displaystyle \alpha _{x}=f\cdot m_{x}} і{\displaystyle \alpha _{y}=f\cdot m_{y}} представляють фокусну відстань в координатах пікселів, де {\displaystyle m_{x}} і {\displaystyle m_{y}} є коефіцієнтами масштабування відповідних пікселів для визначення відстаней і {\displaystyle f} is the фокальна відстань виражена в відстані.

{\displaystyle \gamma }  задає коефіцієнт нахилу між осями x і y, що зазвичай 0.
{\displaystyle u_{0}} і {\displaystyle v_{0}} задають принципову точку, яка в ідеалі має знаходитись в центрі зображення.
Нелінійні внутрішні параметри такі як дисторсія об'єктиву також важливі, хоча вони не можуть включатися в модель лінійної камери, яка описується матрицею внутрішніх параметрів. 

### Зовнішні параметри
{\displaystyle R,T} є зовнішніми параметрами які задають перетворення системи координат із тривимірних світових координат в тривимірні координати камери. Іншими словами, зовнішні параметри описують положення центру камери і напрям зору камери в світових координатах. {\displaystyle T} це координати початку координат світової системи виражені в системі координат прив'язаній до камери. {\displaystyle T} часто плутають розглядаючи її як позицію камери. Положення камери, {\displaystyle C}, виражене в світових координатах дорівнюватиме {\displaystyle C=-R^{-1}T=-R^{T}T} (де {\displaystyle R} є матрицею повороту).
При використанні камери, світло із зовнішнього середовища фокусується на площину зображення і робиться знімок. В результаті цього процесу отримуються проєкція даних відзнятих камеру із три вимірного в двовимірний простір(світло із 3D сцени збирається у двовимірне зображення). Кожен піксель зображення відповідає променю світла від початкової реальної сцени. Калібрування камери дозволяє визначити як вхідні світлові промені пов'язані з кожним пікселем на вихідному зображенні. Для ідеальної камери-обскура, простої проективної матриці буде достатньо аби це зробити. Для більш складних систем об'єктивів, помилки що є результатом не ідеального вирівнювання лінз і деформації їх структури може призвести до більш складних видів дисторсії в вихідному зображенні.
Матриця проєкції камери походить від внутрішніх і зовнішніх параметрів камери, і зазвичай представляється у вигляді послідовності перетворень; тобто, матрицею внутрішніх параметрів, 3 × 3 матрицею повороту, і вектором переміщення. Матриця проектування камери може використовуватись для зв'язування точок в просторі зображення камери із координатами тривимірного світу.
Калібрування камери часто застосовується в застосуваннях стерео бачення де матриці проектування камери двох камер використовуються аби розрахувати координати 3D світу для точки, яку бачать обидві камери.